# Вираз (інформатика)
Ви́раз (англ. expression) — мовна конструкція для обчислення значення невідомої величини за допомогою одного або декількох операндів. Це комбінація певних сутностей, констант, змінних, операторів і функцій, які інтерпретуються згідно з певними правилами черговості і асоціації для конкретної мови програмування, яка обчислює і потім виробляє інше значення. Цей процес, як у математичних виразах, називається обчисленням. Значення можуть бути різних типів, наприклад: числові, рядкові й логічні.
Функції, а отже, і вирази, що містять функцію, можуть мати побічні ефекти. Вирази з побічними ефектами, як правило, не мають властивостей «прозорості посилань».